# Philippe Roret
François Philippe Roret, né le 4 février 1833 à Lénizeul et mort le 18 octobre 1910 à Bourbonne-les-Bains, est un homme politique français de la Troisième République.

## Biographie
Député de la Haute-Marne de 1888 (en remplacement de Pierre Bizot de Fonteny, élu sénateur) à 1889 puis de 1909 à 1910, il est alors membre de la commission des économies, et de la commission de l'enseignement et des beaux-arts. Il est également conseiller général du canton de Bourbonne-les-Bains de 1887 à 1910. 

## Sources
- « Philippe Roret », dans Adolphe Robert et Gaston Cougny, Dictionnaire des parlementaires français, Edgar Bourloton, 1889-1891 [détail de l’édition]